# Стенли Болдвин
Стенли Болдвин, први гроф Бјудлија (енгл. Stanley Baldwine; Бјудли, 3. август 1867 — Стаурпорт на Северну, 14. децембар 1947) био је британски државник, члан Конзервативне партије, и премијер у три мандата, у периоду између 1923. и 1937.  Водио је владу током Генералног штрајка, етиопске кризе 1935, и абдикационе кризе 1936. Ушао је у Парламент 1908, а од 1917. до 1921. био је министар финансија у коалиционој влади Дејвида Лојда Џорџа. Године 1922, Болдвин је убедио чланове своје Конзервативне партије да се повуку из коалиције, због чега су организовани нови избори на којима су конзервативци победили. Стенли је постао председник Трговинске коморе у влади Ендруа Бонара Лоа и постао премијер када је Ло поднео оставку 1923. године.
Болдвинов покушај да уведе порез на увоз робе из земаља ван Британске империје утицао је на његов пораз на изборима 1923, али се на положај вратио у новембру 1924. године. Његов мандат на месту премијера обележили су повратак Стандарда о злату, Генерални штрајк из 1926, социјално законодавство Невила Чемберлена и Акт о трговинским споровима из 1927, којим су ограничена права синдиката. Болдвин је претрпео пораз на изборима 1929, али је служио у коалиционој влади Ремзија Макдоналда, образованој као одговор на економску кризу 1931. године. Он је наследио Макдоналда 1935. године на положају премијера. Исте године Болдвин је потписао пакт Хор-Лавал, који је одобрио италијанско анектирање Етиопије, али је био принуђен да се повуче због гласног протеста јавности. Након тога успео је да вешто оконча абдикациону кризу Едварда VIII. Током целог тог периода Болдвин је одолевао захтевима за поновним наоружањем, уверен да то није у интересу Уједињеног Краљевства. Оштро је критикован због тога што наводно није увидео опасност од нацистичке Немачке. Из политике и јавног живота се повукао 1937. године.

## Биографија
Стенли Болдвин је био једини син Алфреда Болдвина, председника Велике западне железнице и шефа великог предузећа гвожђа и челика за експлоатацију угља. Био је рођак чувеног књижевника Радјарда Киплинга и сликара Едварда Берн-Џоунса.
Школовао се на Тринити колеџу на Универзитет у Кембриџу, а након завршетка студија се прикључио породичном бизнису у предузећу гвожђа и челика за експлоатацију угља.

## Каријера
Као члан Конзервативне партије, на изборима 1906. године је изабран за првог грофа Бјудлија. У влади Дејвида Лојда Џорџа поред послова као секретар за финансије и млађег повереника за трезорство, Болдвин је био и председник Одбора за трговину. 1922. године он је био у одбору који је свргнуо Лојда Џорџа са власти, а нови први министар је постао Ендри Бонар Лоу. Лоуово лоше здравље није му дозволило да остане на месту министра, те је његову позицију наследио Болдвин 1923. године.
Године 1925. Болдвин је био одговоран да реши кризу која је у то време задесила индустрију угља. Власници рудника су најавили да ће смањити радничке плате, на шта је реаговао Генерални савет синдиката Конгреса који је изјавио да намерава да подржи рударе у спору са послодавцима. Влада под вођством Болдвина, обезбедила је финансијска средства како би плате остале исте, али је Болдвин најавио да ће субвенције трајати само девет месеци. У међувремену је послао комисију која је имала задатак да испита и пронађе решење за новонастали проблем.